# 宁平镇
宁平镇，是中华人民共和国河南省周口市郸城县下辖的一个乡镇级行政单位。

## 行政区划
宁平镇下辖以下地区：
宁平村、常和集村、梁崔村、崔赵村、许楼村、安庄村、牛庄村、白水王庄村、马庄村、王寨村、芦庙村、陈庄村、张集村、新郑村、刘竹园村、刘岗村、韩楼村、徐楼村、赵庄村、杨中楼村、陈堂村、徐桥村、赵京庄村、腰周庄村、周双庙村和李楼村。